# Elisa Soriano Fisher
Soriano  Fisher est un nom espagnol. Le premier nom de famille, en général paternel, est Soriano ; le second, en général maternel, souvent omis, est Fisher.
Pour les articles homonymes, voir Soriano (homonymie) et Fisher.
Elisa Soriano Fisher, née à Madrid le 22 octobre 1891 et morte dans cette même ville le 3 décembre 1964, est une universitaire féministe et ophtalmologue espagnole.

## Biographie
Ophtamologue réputée, elle est l'une des fondatrices de l'Association nationale des femmes espagnoles (ANME). Elle préside la Juventud Universitaria Femenina (JUF). Elle est l'une des personnalités importantes ayant défendu le suffrage universel en Europe.
En 1921, elle devient la première femme espagnole à avoir un poste dans sa spécialité à l'hôpital, soutenue par des personnalités comme María Espinosa, Benita Asas, Julia Peguero et Dolores Velasco.
Elle est une grande militante du féminisme associatif, scientifique et intellectuel dans les années 1920 et 1930, jusqu'au déclenchement de la Guerre d'Espagne durant laquelle l'ANME est dissoute sous la pression de la force nationaliste.
Figure reconnue des droits des femmes en Espagne, elle décède durant la dictature franquiste en 1964.

## Postérité
- Une rue de Guadalajara est nommée en son souvenir[10]:
- Un collège de Getafe, près de Madrid, porte son nom en sa mémoire[8].